# Station Hindeloopen
Station Hindeloopen is het station van het Friese stadje Hindeloopen, en kent slechts 1 perron. Het station werd geopend op 8 november 1885 en is gelegen aan de spoorlijn van Stavoren naar Leeuwarden. Deze spoorlijn wordt geëxploiteerd door Arriva. Het stationsgebouw werd afgebroken in 1973.
Het station ligt ongeveer 20 minuten lopen buiten Hindeloopen. Met gemiddeld 41 in- en uitstappers per dag is Hindeloopen het minst gebruikte station van Nederland.

## Afbeeldingen

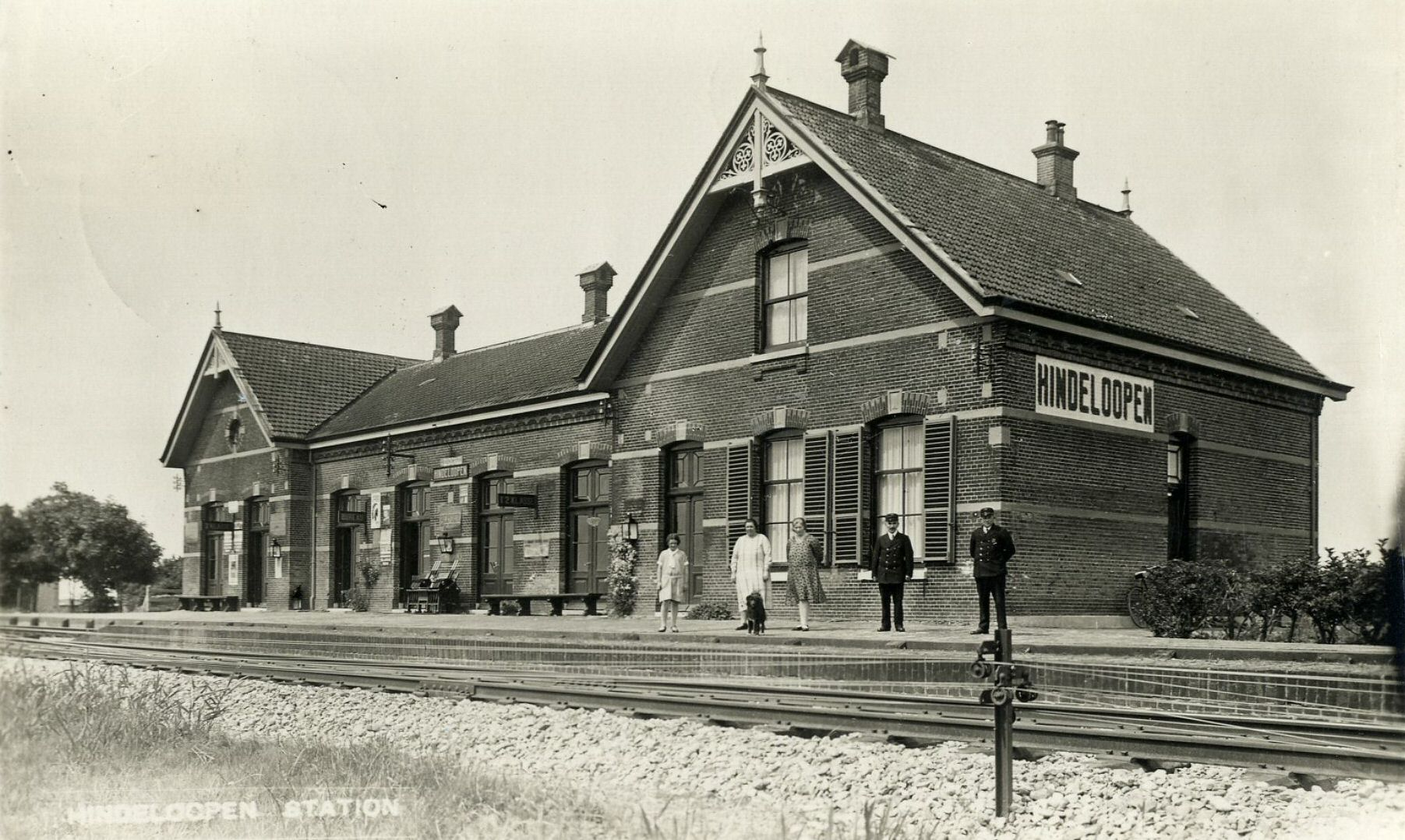
Station Hindeloopen (tussen 1929 - 1934)
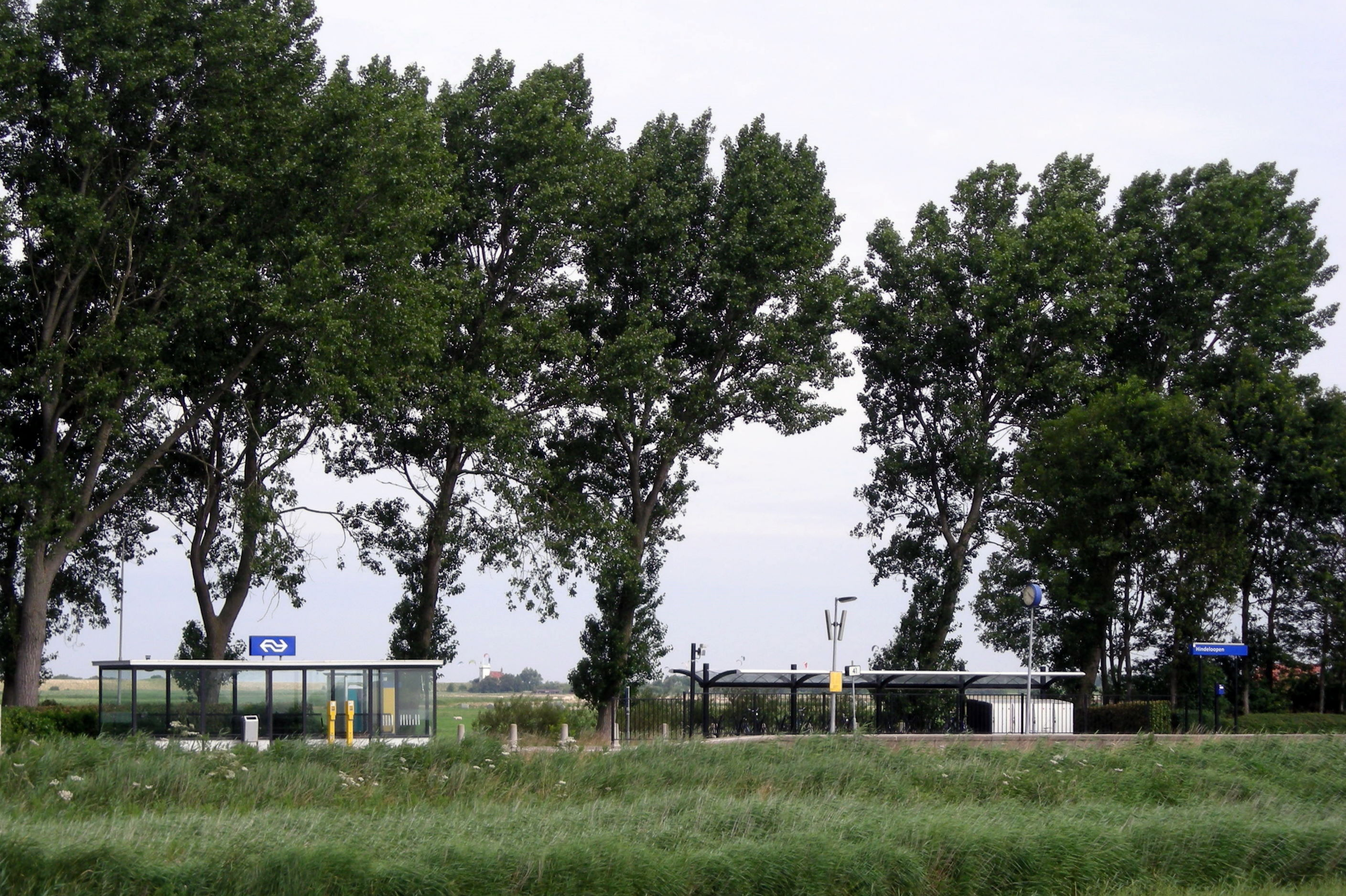
Station Hindeloopen (2007)
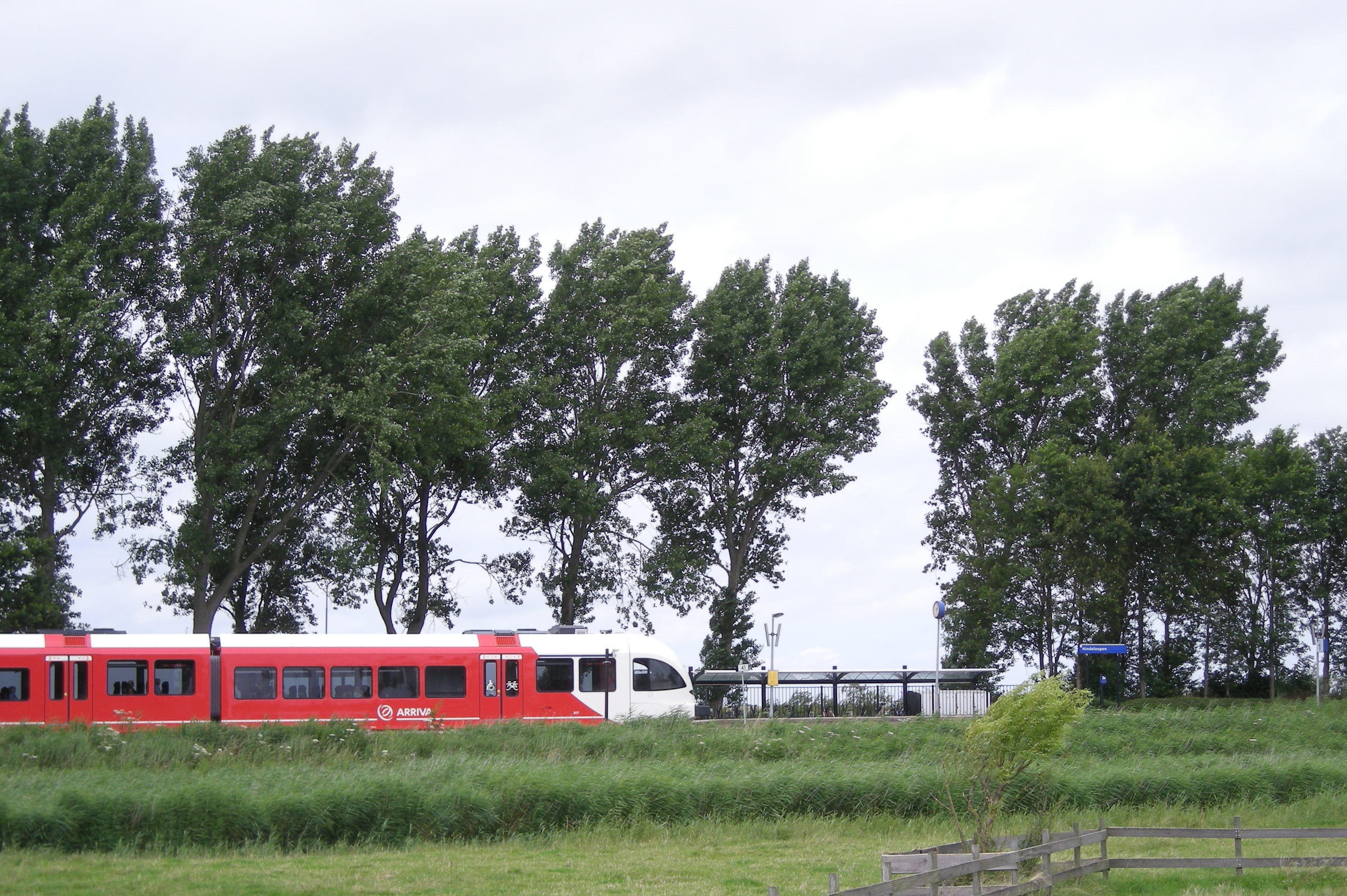
Rode Arriva GTW op het station
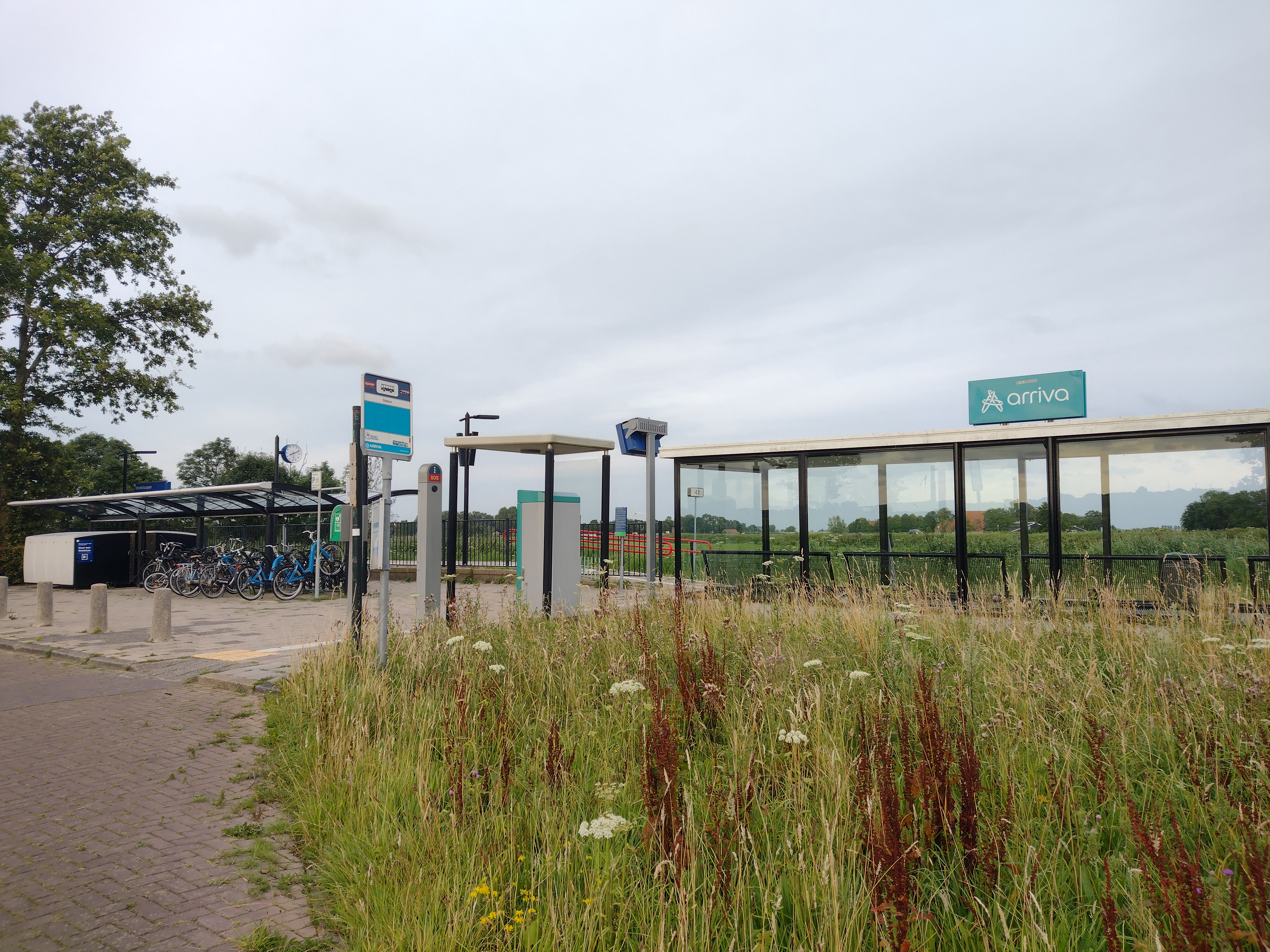
Het station in 2024
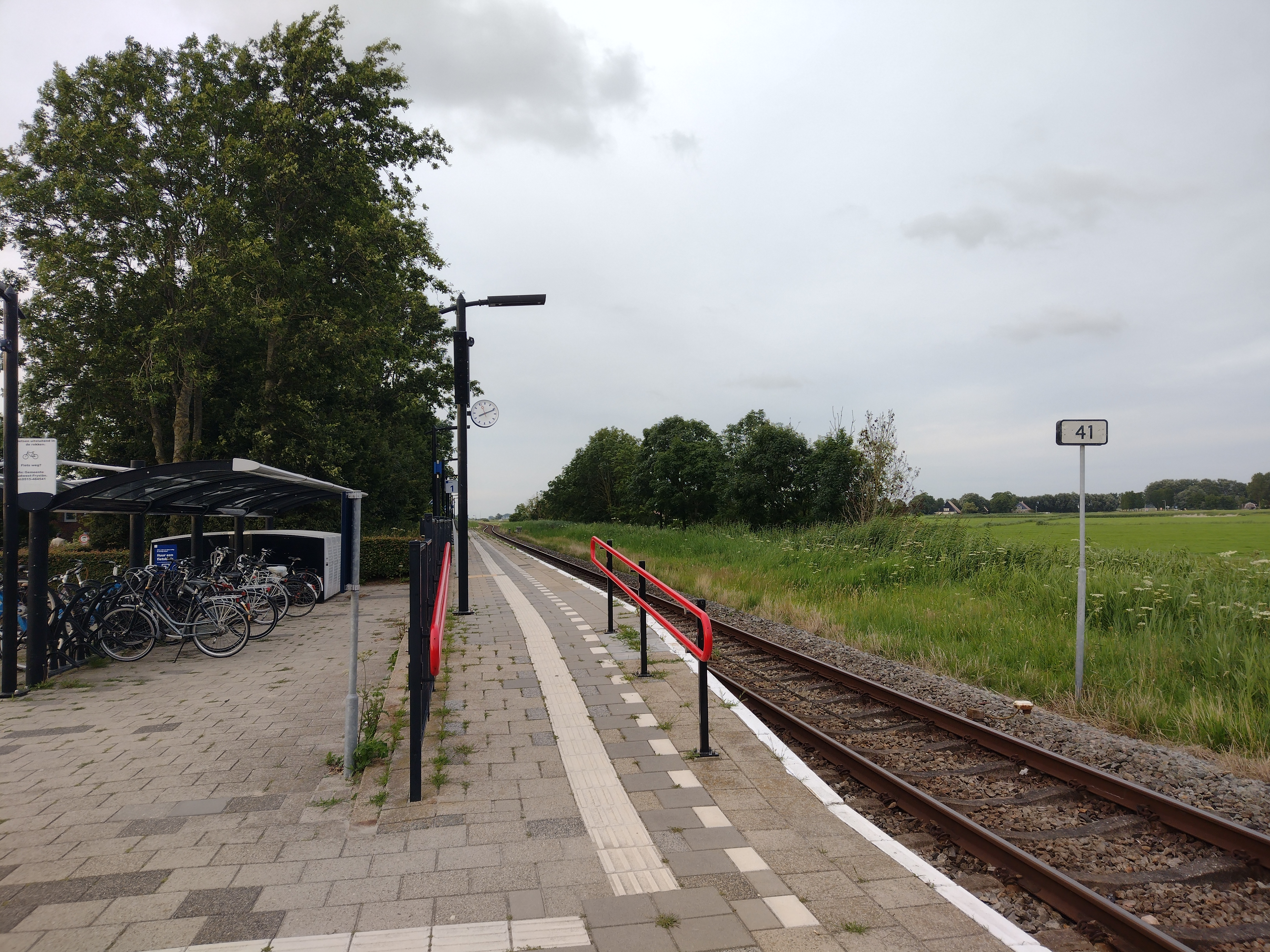
Het perron
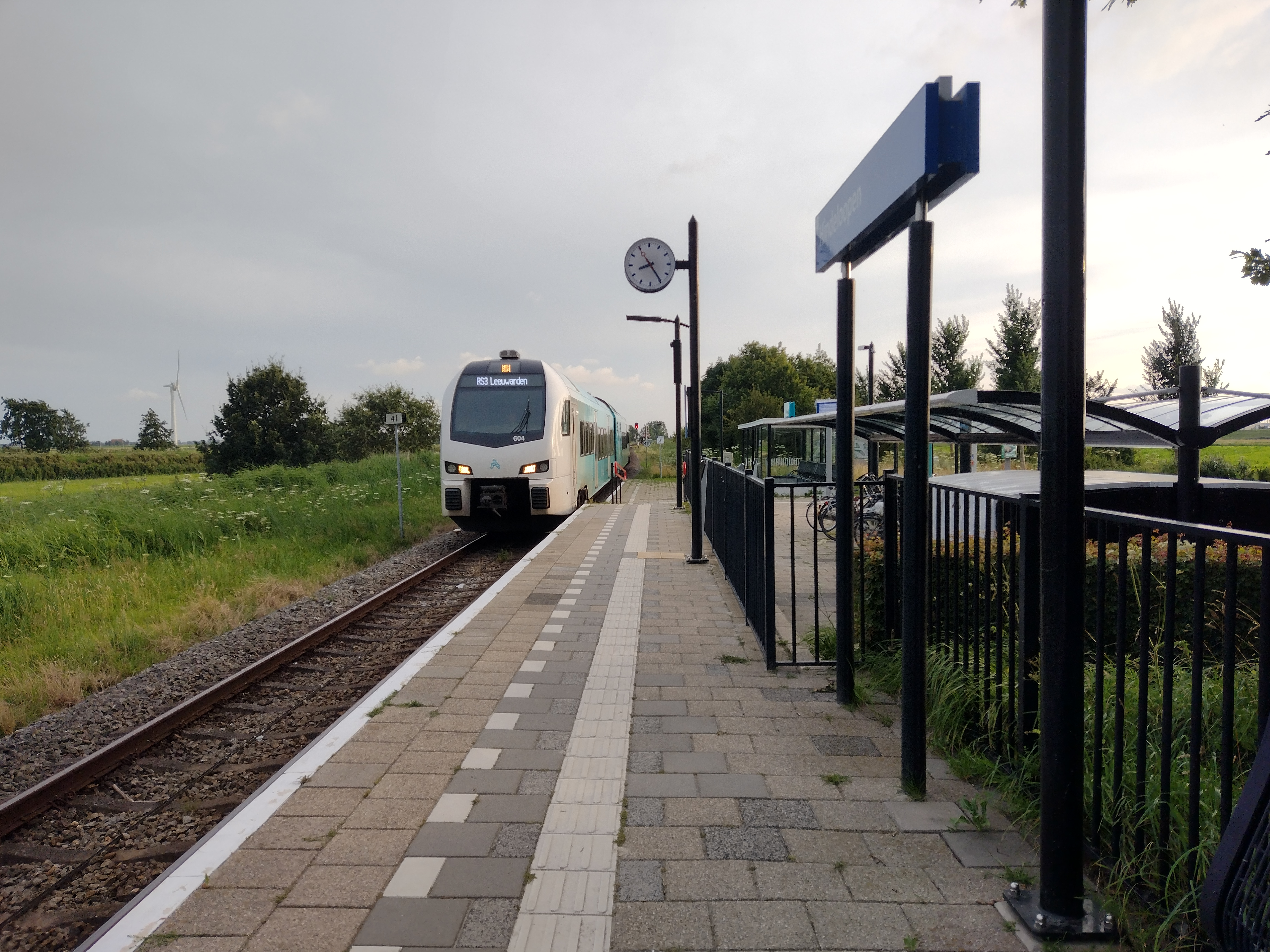
Arriva WINK arriveert op het station

## Treinseries
Op dit station stopt in de dienstregeling van 2025, ingegaan op 15 december 2024, de volgende treinserie:
| Serie      | Treinsoort         | Route                                       | Bijzonderheden |
| ---------- | ------------------ | ------------------------------------------- | -------------- |
| 37100 RS 3 | Stoptrein (Arriva) | Leeuwarden – Sneek – Hindeloopen – Stavoren |                |

0: Leeuwarden ·
5: Jellum-Boxum ·
Beers ·
Jorwerd ·
10: Mantgum ·
Wieuwerd ·
16: Bozum ·
Scharnegoutum ·
20: Sneek Noord ·
22: Sneek ·
25: IJlst ·
30: Oudega ·
Nijhuizum ·
37: Workum ·
41: Hindeloopen ·
46: Koudum-Molkwerum ·
Warns ·
50: Stavoren
Akkrum ·
Buitenpost ·
De Westereen ·
Deinum ·
Dronryp ·
Feanwâlden ·
Franeker ·
Grou-Jirnsum ·
Harlingen ·
-Haven ·
Heerenveen ·
Hindeloopen ·
Hurdegaryp ·
IJlst ·
Koudum-Molkwerum ·
Leeuwarden ·
-Camminghaburen ·
Mantgum ·
Sneek ·
-Noord ·
Stavoren ·
Wolvega ·
Workum
Voormalige stations: zie de lijst van voormalige spoorwegstations in Friesland